# کلمان دوپون
کلمان دوپون (فرانسوی: Clément Dupont‎; ۱۱ آوریل ۱۸۹۹ – ۱ نوامبر ۱۹۹۳) بازیکن راگبی ۱۵ نفره اهل فرانسه بود.